# 陈星灿
陈星灿（1964年—），男，河南长葛人，中国社会科学院考古研究所所长、研究员。

## 生平
1985年毕业于中山大学人类学系考古专业。1991年毕业于中国社会科学院研究生院考古系，获博士学位。2018年当选中国社会科学院学部委员。